# Lomografi

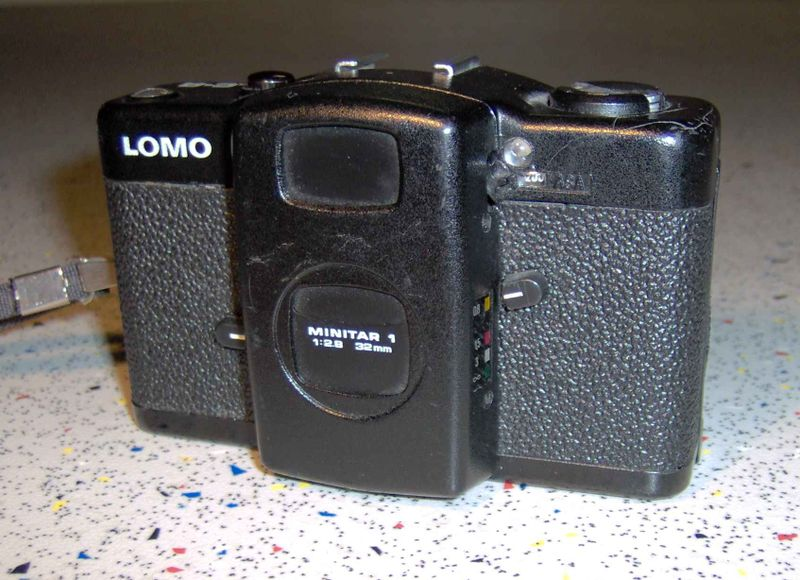
LOMO LC-A

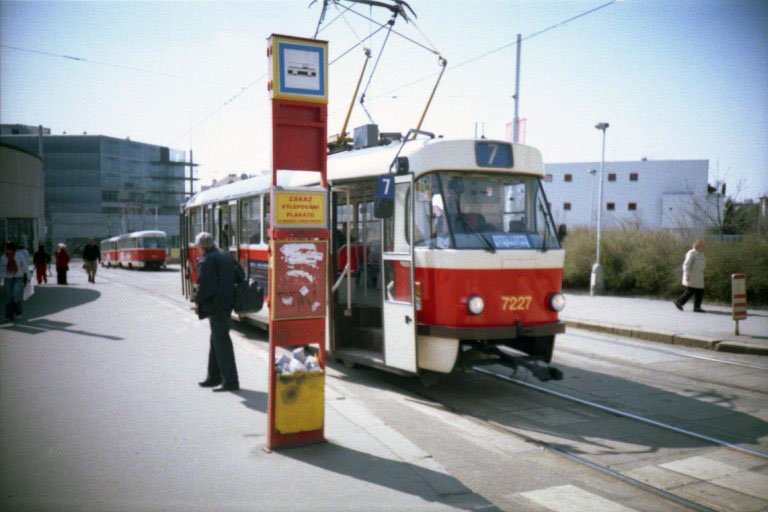
Typisk vinjettering i hörnen

Lomografi eller toycam är en typ av fotografi som huvudsakligen använder kameror med tekniskt lägre byggkvalitet än brukligt. Namnet toycam syftar på att kamerorna kan ses som leksakskameror i jämförelse med traditionella kameror, då de ofta är byggda helt i plast, inklusive linsen. Kamerornas brister i konstruktion medför speciella defekter på bilderna, till exempel ljusläckage, kraftiga vinjetteringar och märkliga skärpefenomen.
Några studenter i Wien upptäckte kameran Lomo LC-A från den sovjetiska optik- och vapenfabriken Lomo som namngav och startade hela rörelsen någon gång i början på 1990-talet under en resa genom Tjeckien. De använde kameran flitigt och fastnade för det konstnärliga uttryck som man uppfattade att kamerorna gav. Så småningom ledde deras entusiasm till att The Lomographic Society bildades.

## Lomografimodeller i urval
- Lomo LC-A (Sovjetunionen)
- Diana (Kina)
- Holga (Kina)
- Smena (Sovjetunionen)